# Raffaele Giua
Raffaele Giua (Luras, 4 ottobre 1893 – Bitti, 10 luglio 1916) è stato un carabiniere italiano, insignito di Medaglia d'Oro al Valor Civile alla memoria.

## Biografia
Sacrificò la propria vita con il vicebrigadiere Enrico Garau nel prestare soccorso a 3 donne e 2 bambini. in occasione del violento incendio che si sviluppò nei territori di Bitti, Osidda, Onanì, Lula, Lodè.
Alla memoria del Carabiniere Giua è intitolata la Sezione dell'Associazione Nazionale Carabinieri di Merano.